# Religia w województwie małopolskim
Religia w województwie małopolskim – artykuł zawiera listę kościołów i związków wyznaniowych działających na terenie województwa małopolskiego.

## Kościół katolicki

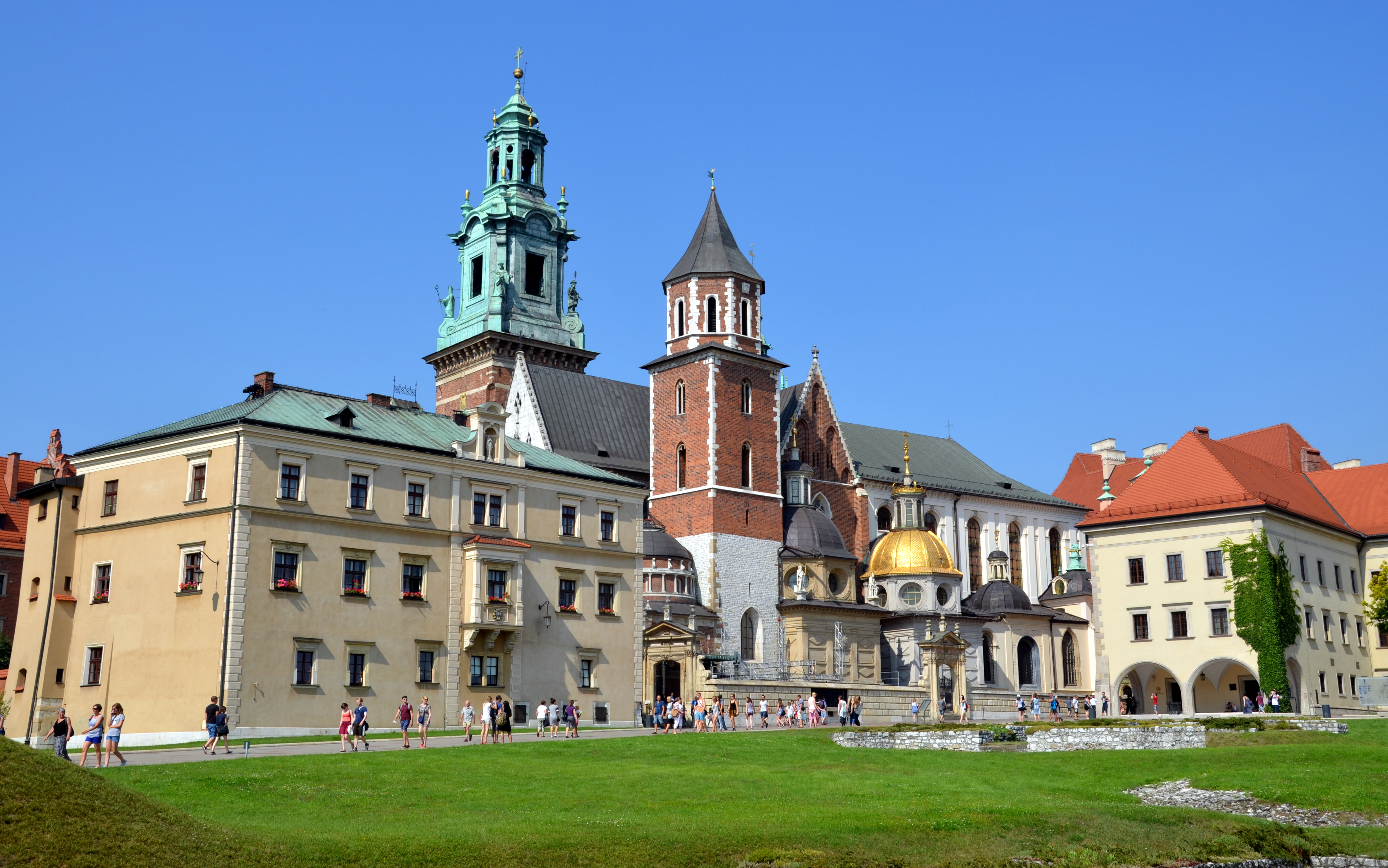
Katedra na Wawelu

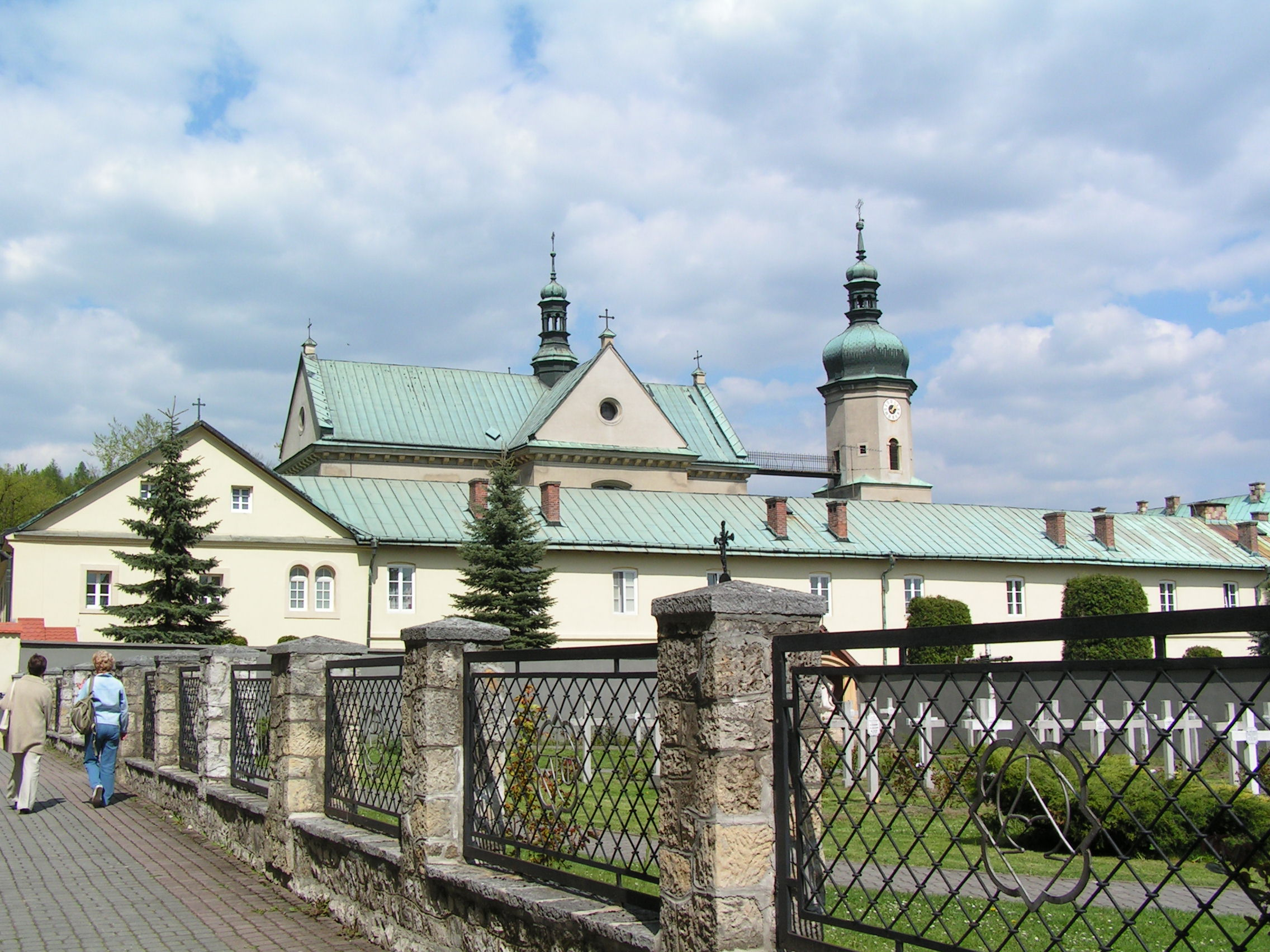
klasztor w Czernej

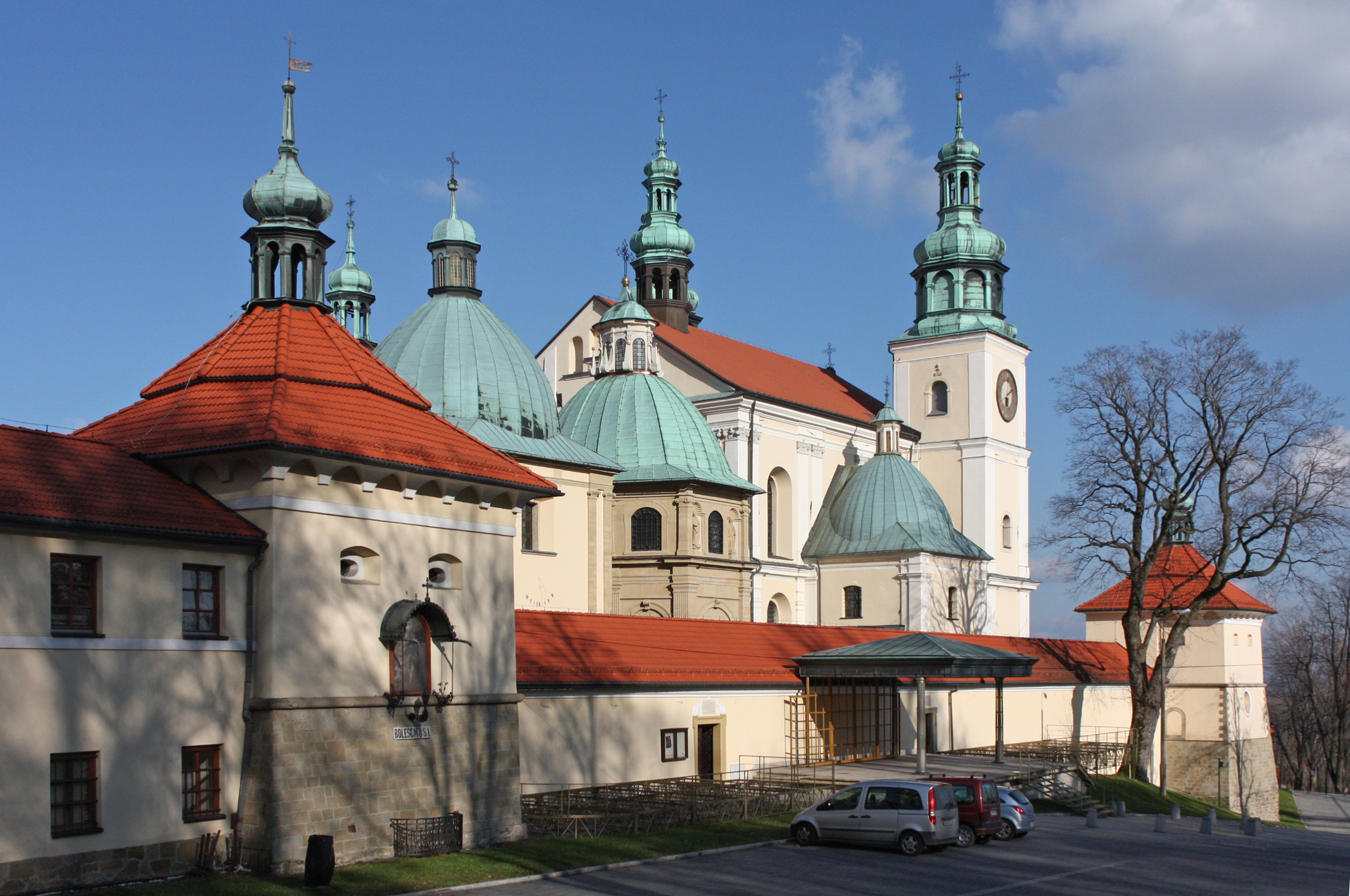
Bazylika Matki Bożej Anielskiej w Kalwarii Zebrzydowskiej

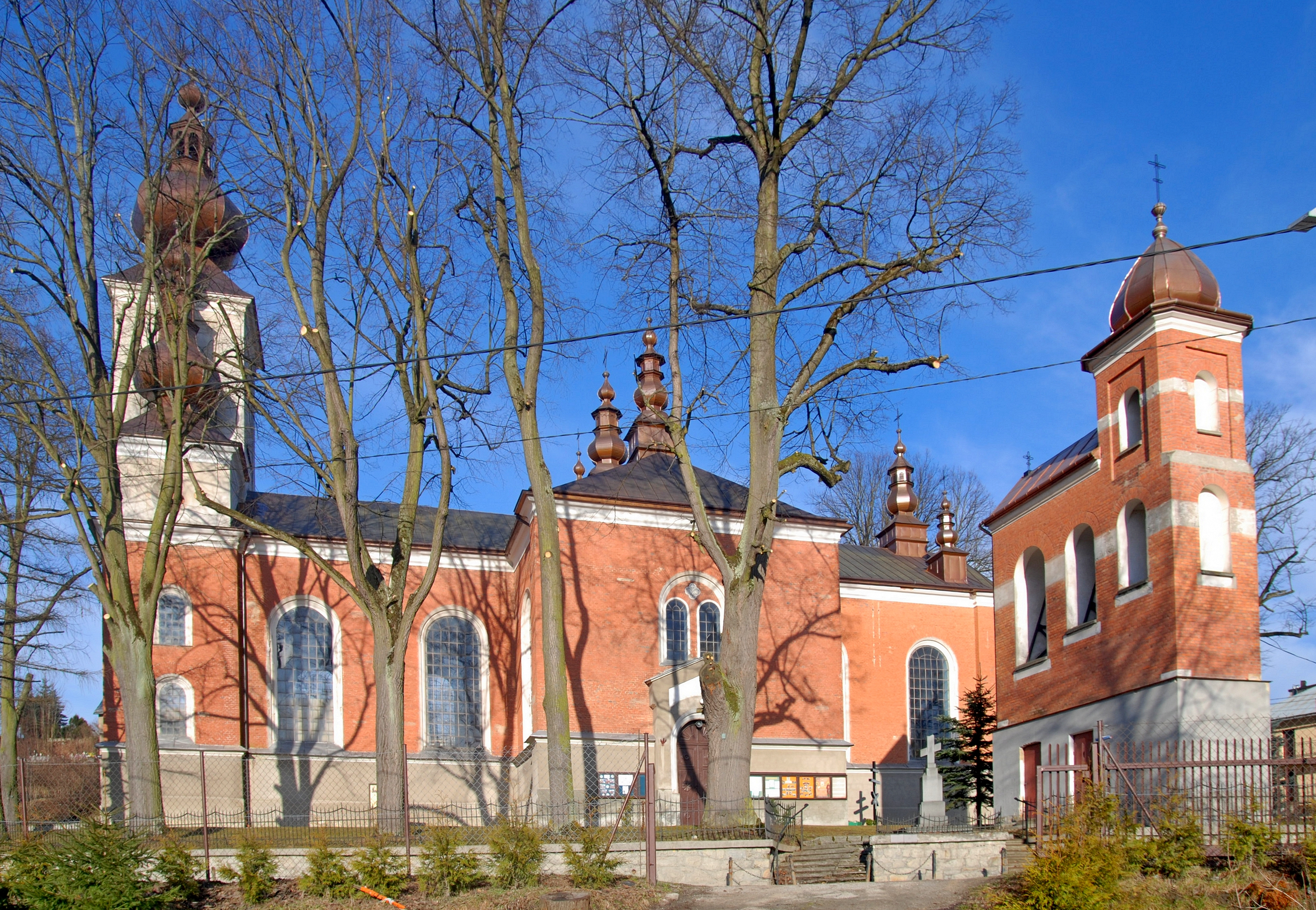
Cerkiew greckokatolicka Świętych Apostołów Piotra i Pawła w Krynicy-Zdroju

### Obrządek łaciński
Od 1000 roku na mocy dekretu papieża Sylwestra II Kraków stał się stolicą nowo powołanej diecezji krakowskiej (jednej z czterech w Polsce), od 1925 Archidiecezji krakowskiej, a od 1992 Metropolii krakowskiej. Jest to jedna z 14 metropolii obrządku łacińskiego w polskim Kościele katolickim.
Na terenie województwa małopolskiego znajdują się diecezje i dekanaty:
- Archidiecezja krakowska – dekanaty: Babice; Białka Tatrzańska; Biały Dunajec; Bolechowice; Chrzanów; Czarny Dunajec; Czernichów; Dobczyce; Jabłonka; Jordanów; Kalwaria; Kraków-Bieńczyce; Kraków-Borek Fałęcki; Kraków-Bronowice; Kraków-Centrum; Kraków-Kazimierz; Kraków-Krowodrza; Kraków-Mogiła; Kraków-Podgórze; Kraków-Prądnik; Kraków-Prokocim; Kraków-Salwator; Krzeszowice; Libiąż; Maków Podhalański; Mogilany; Mszana Dolna; Myślenice; Niedzica; Niegowić; Niepołomice; Nowy Targ; Pcim; Rabka; Skawina; Sucha Beskidzka (część); Sułkowice; Trzebinia; Wadowice-Południe; Wadowice-Północ; Wawrzeńczyce; Wieliczka; Zakopane; Zator
- Diecezja bielsko-żywiecka (część) – dekanaty: Andrychów; Jawiszowice; Kęty (część); Osiek; Oświęcim
- Diecezja kielecka (część) – dekanaty: kazimierski (część); miechowski; proszowicki; skalbmierski (część); skalski; słomnicki; wodzisławski (część); żarnowiecki (część)
- Diecezja tarnowska (część) – dekanaty: Bochnia Wschód; Bochnia Zachód; Bobowa; Brzesko; Ciężkowice; Czchów; Dąbrowa Tarnowska; Grybów; Krościenko nad Dunajcem; Krynica-Zdrój; Limanowa; Lipnica Murowana; Łącko; Łużna; Nowy Sącz Centrum; Nowy Sącz Wschód; Nowy Sącz Zachód; Ołpiny; Pilzno (część); Piwniczna; Porąbka Uszewska; Radłów; Ropa; Stary Sącz; Szczepanów; Szczucin; Tarnów Południe; Tarnów Północ; Tarnów Wschód; Tarnów Zachód; Tuchów; Tymbark; Ujanowice; Uście Solne; Wojnicz; Zakliczyn; Żabno
- Diecezja sosnowiecka (Metropolia częstochowska) (część) – dekanaty: jaroszowiecki; olkuski; sławkowski (część); sułoszowski; pilicki (część); wolbromski – Podwyższenia Krzyża św.; wolbromski – św. Katarzyny (część);
- Diecezja rzeszowska (Metropolia przemyska) (część) – dekanaty: Biecz; Gorlice.

### Obrządek bizantyjsko-ukraiński
- Archieparchia przemysko-warszawska:
  - Dekanat krakowsko-krynicki – parafie: Bielanka; Gładyszów; Gorlice; Kraków; Krynica-Zdrój; Łosie; Nowica; Nowy Sącz; Owczary; Pętna; Przysłup; Rozdziele; Śnietnica; Uście Gorlickie; Wysowa-Zdrój; ośrodek duszpasterski w Tarnowie[1]

### Obrządek ormiański
- Ormiańskokatolicka parafia południowa pw. św. Grzegorza Oświeciciela z siedzibą w Gliwicach[2] – msze odbywają się w kościele św. Mikołaja w Krakowie przy ulicy Kopernika 9[3].

### Tradycjonalizm katolicki
- Bractwo Kapłańskie Świętego Piusa X:
  - przeorat pw. św. Stanisława biskupa, kaplica pw. Najświętszej Maryi Panny Pośredniczki Wszystkich Łask w Krakowie[4].
  - Centrum św. Kingi w Nowym Sączu[5][6]
  - kaplica pw. Jezusa Chrystusa Najwyższego i Wiecznego Kapłana w Tarnowie[5][6]
- Sedewakantyzm – Oratorium Najświętszej Maryi Panny Królowej Polski w Krakowie[7].

## Kościoły starokatolickie

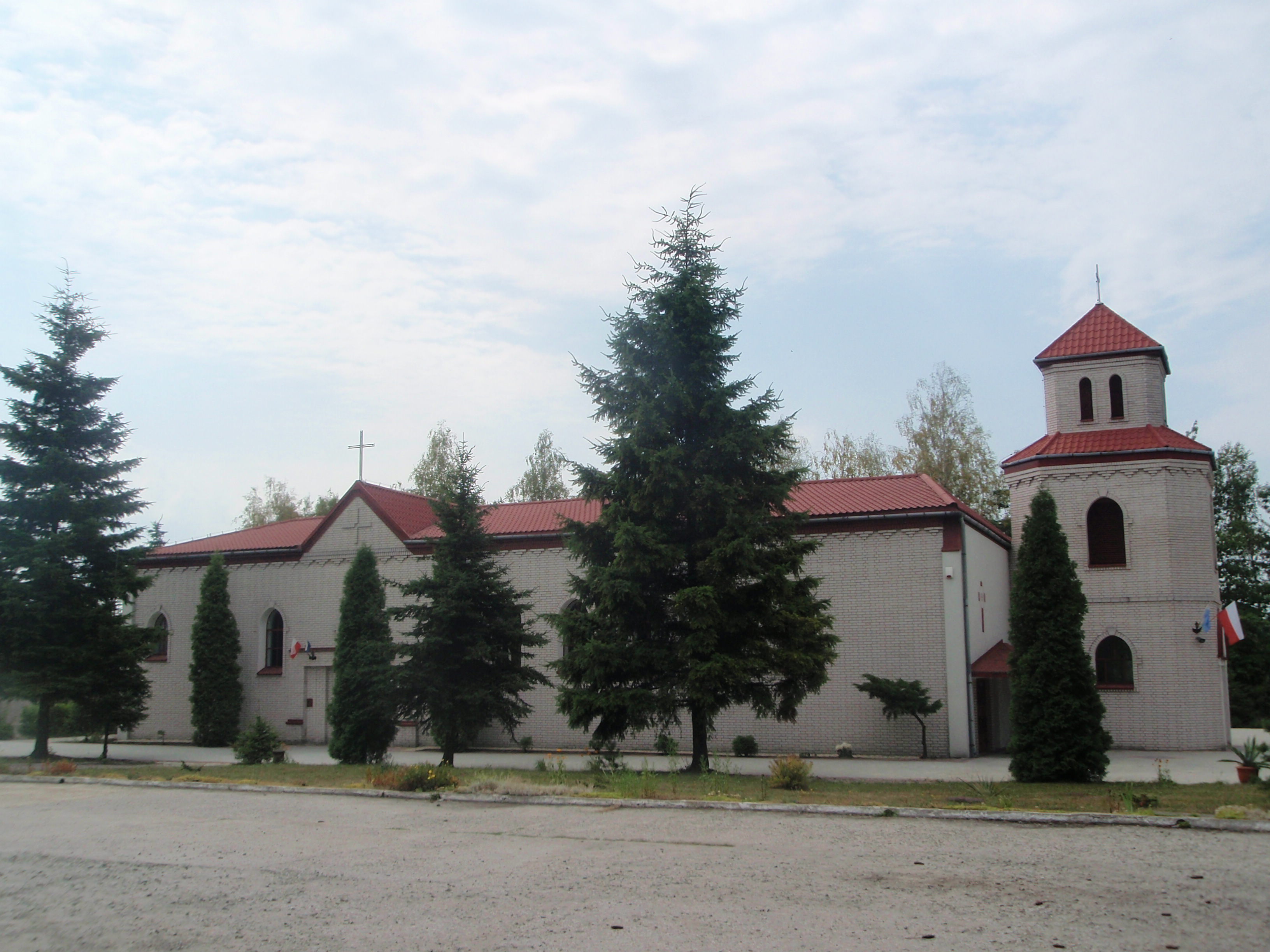
Kościół polskokatolicki Bożego Ciała w Bolesławiu

- Katolicki Kościół Narodowy w Polsce:
  - parafia w Krakowie[8][9]
- Kościół Polskokatolicki w RP:
  - Diecezja warszawska
    - Dekanat warszawsko-łódzki (część) – parafia: Bolesław[10]

  - Diecezja krakowsko-częstochowska
    - Dekanat krakowski (część) – parafie: Kraków (Wniebowstąpienia Pańskiego, Wniebowzięcia Najświętszej Maryi Panny); Tarnów[11]
    - Dekanat śląski (część) – parafie: Bukowno; Krzykawa-Małobądz; Libiąż[11]
- Kościół Starokatolicki Mariawitów:
  - diaspora w Krakowie i Nowym Sączu, podlegająca pod parafię Przemienienia Pańskiego w Wierzbicy[12]
- Reformowany Kościół Katolicki w Polsce:
  - misja pod wezwaniem Bogurodzicy Maryi i św. Jordana w Krakowie[13]

## Prawosławie

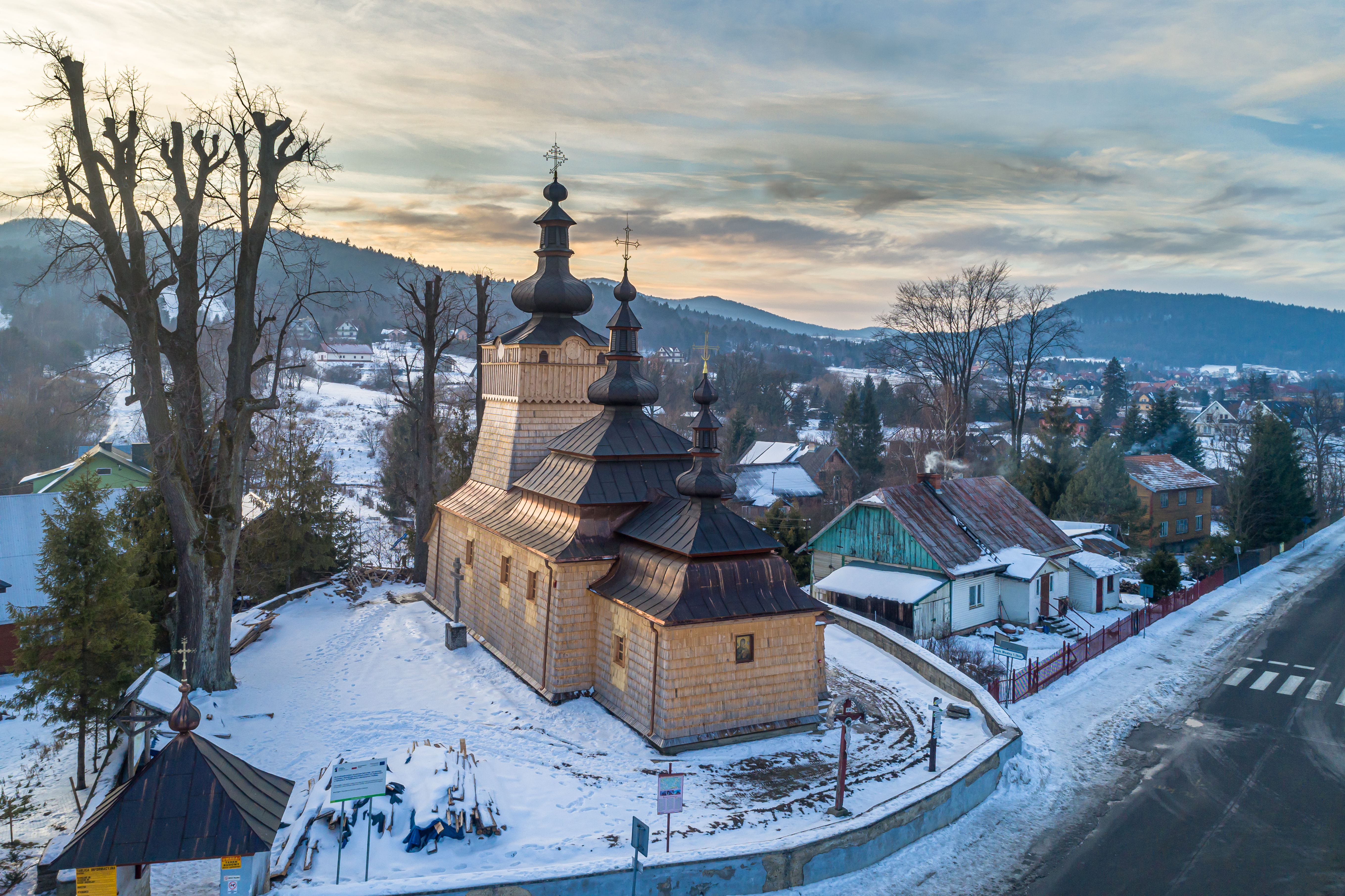
Cerkiew św. Michała Archanioła w Wysowej-Zdroju

### Polski Autokefaliczny Kościół Prawosławny
- Diecezja łódzko-poznańska
  - Dekanat Kraków (część) – parafia: Kraków[14] oraz filialny punkt duszpasterski: Zakopane[15]
- Diecezja przemysko-gorlicka (z siedzibą w Gorlicach)
  - Dekanat Gorlice – parafie: Bartne (filie: Bodaki, Wołowiec); Bielanka; Gładyszów (filia: Regietów); Gorlice; Kunkowa; Leszczyny; Rozdziele; Zdynia (filia: Konieczna)[16]
  - Dekanat Krynica – parafie:  Hańczowa (filia: Kwiatoń); Krynica-Zdrój; Wysowa-Zdrój (filia: Blechnarka) oraz punkty duszpasterskie: Nowy Sącz; Tarnów[17]
  - Monaster: Wysowa-Zdrój (męski)[18]

## Protestantyzm

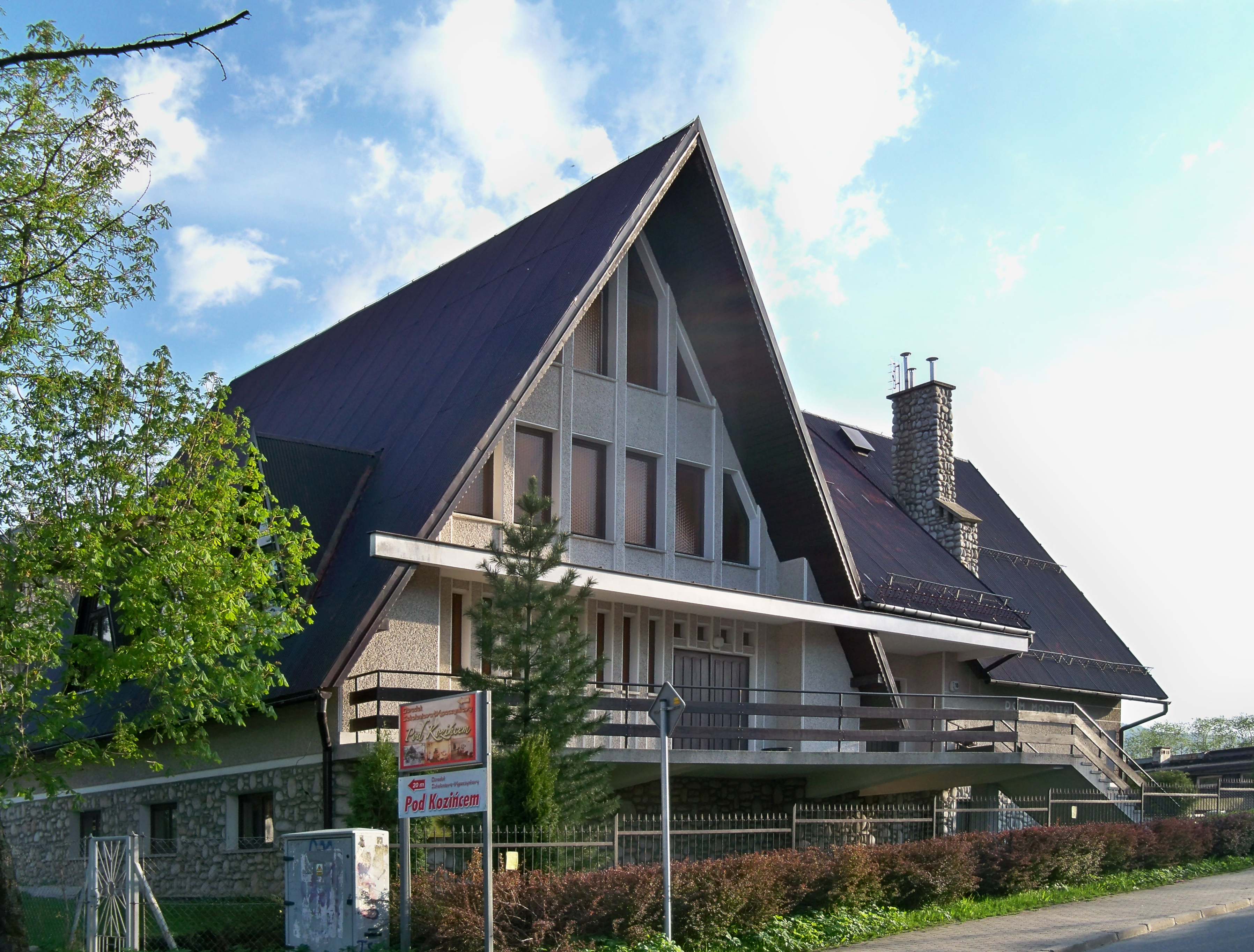
Dom modlitwy Kościoła Adwentystów Dnia Siódmego w Zakopanem

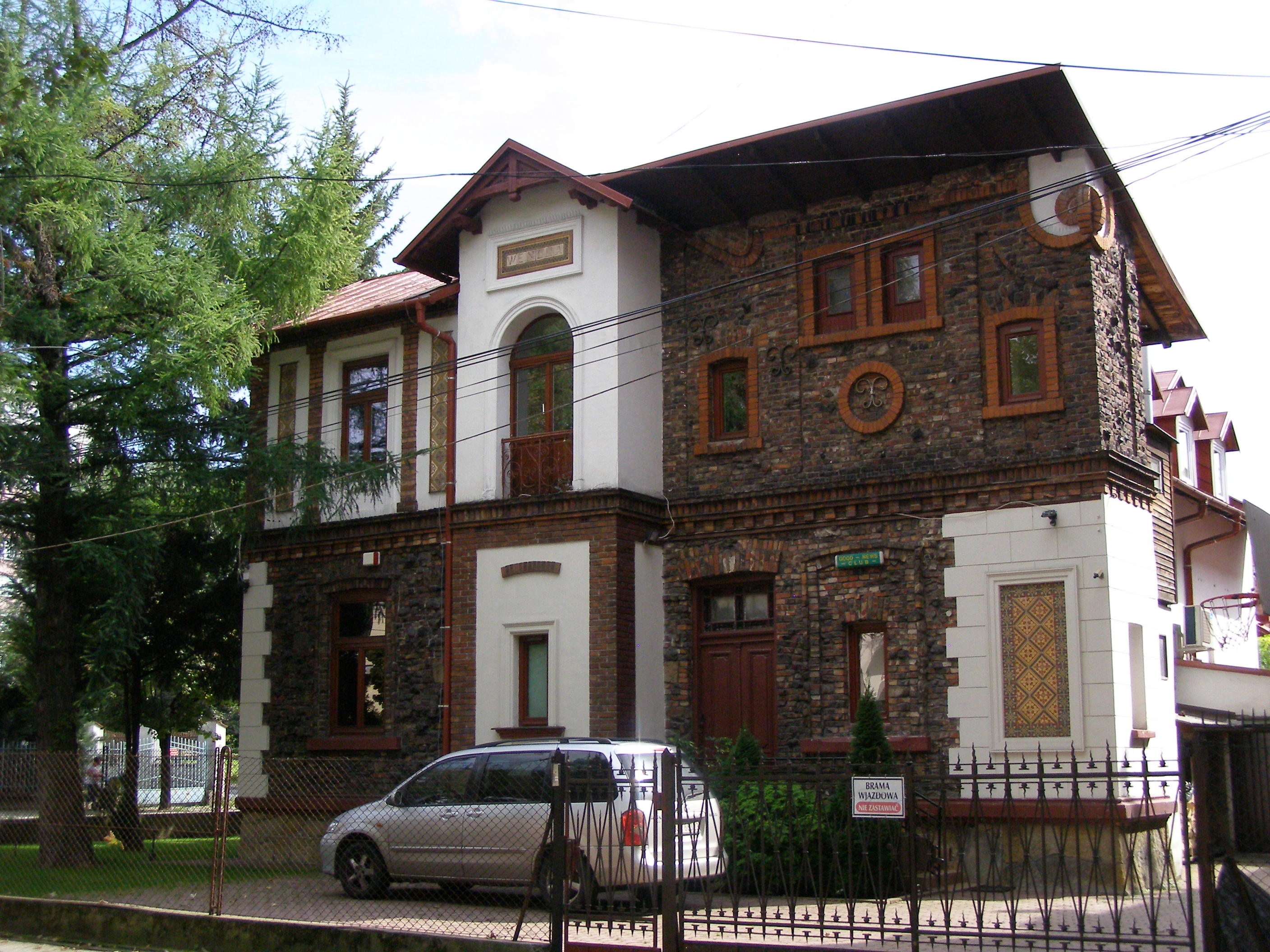
Kaplica zboru Kościoła Chrześcijan Baptystów w Tarnowie

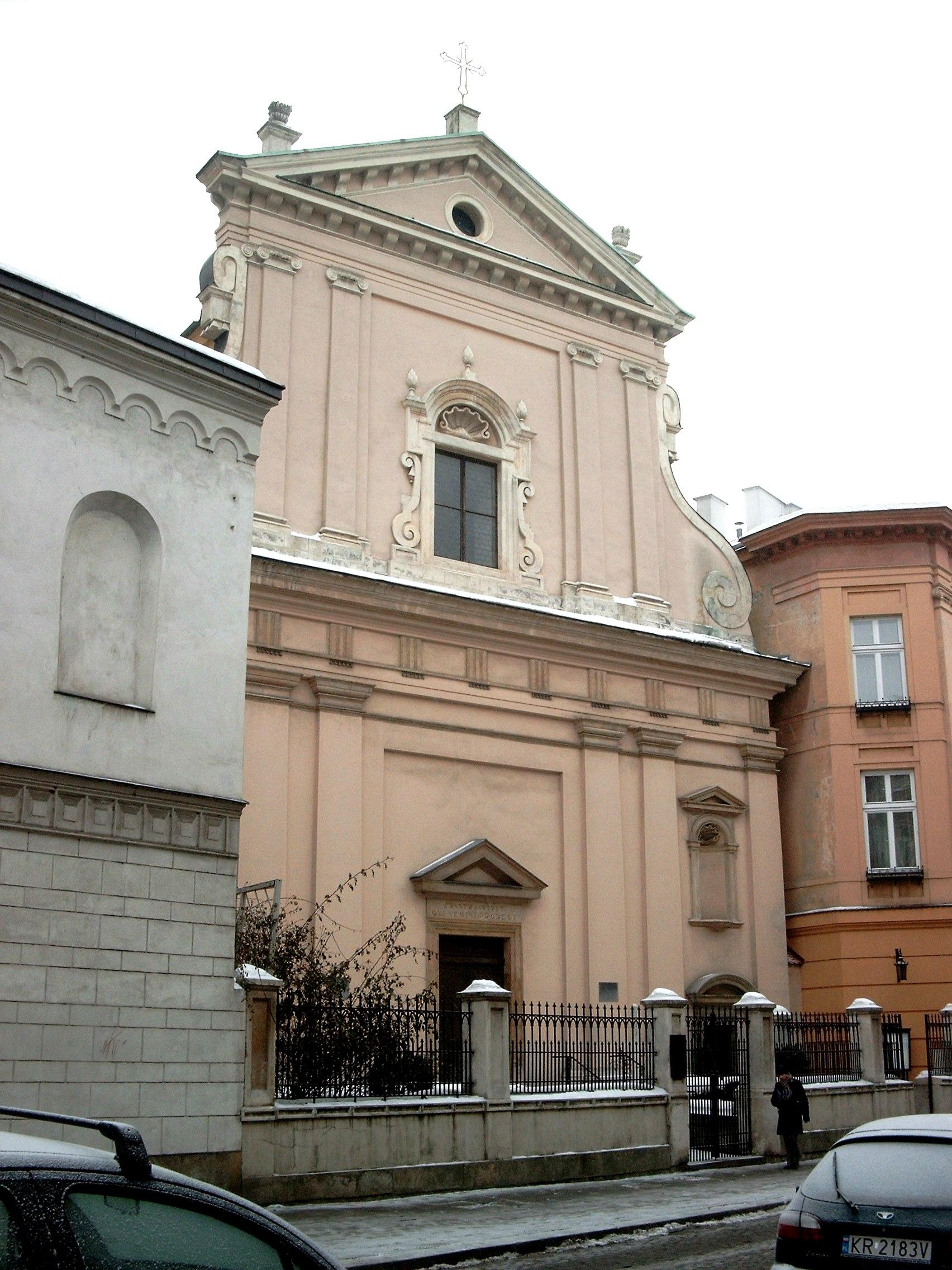
Kościół ewangelicko-augsburski św. Marcina w Krakowie

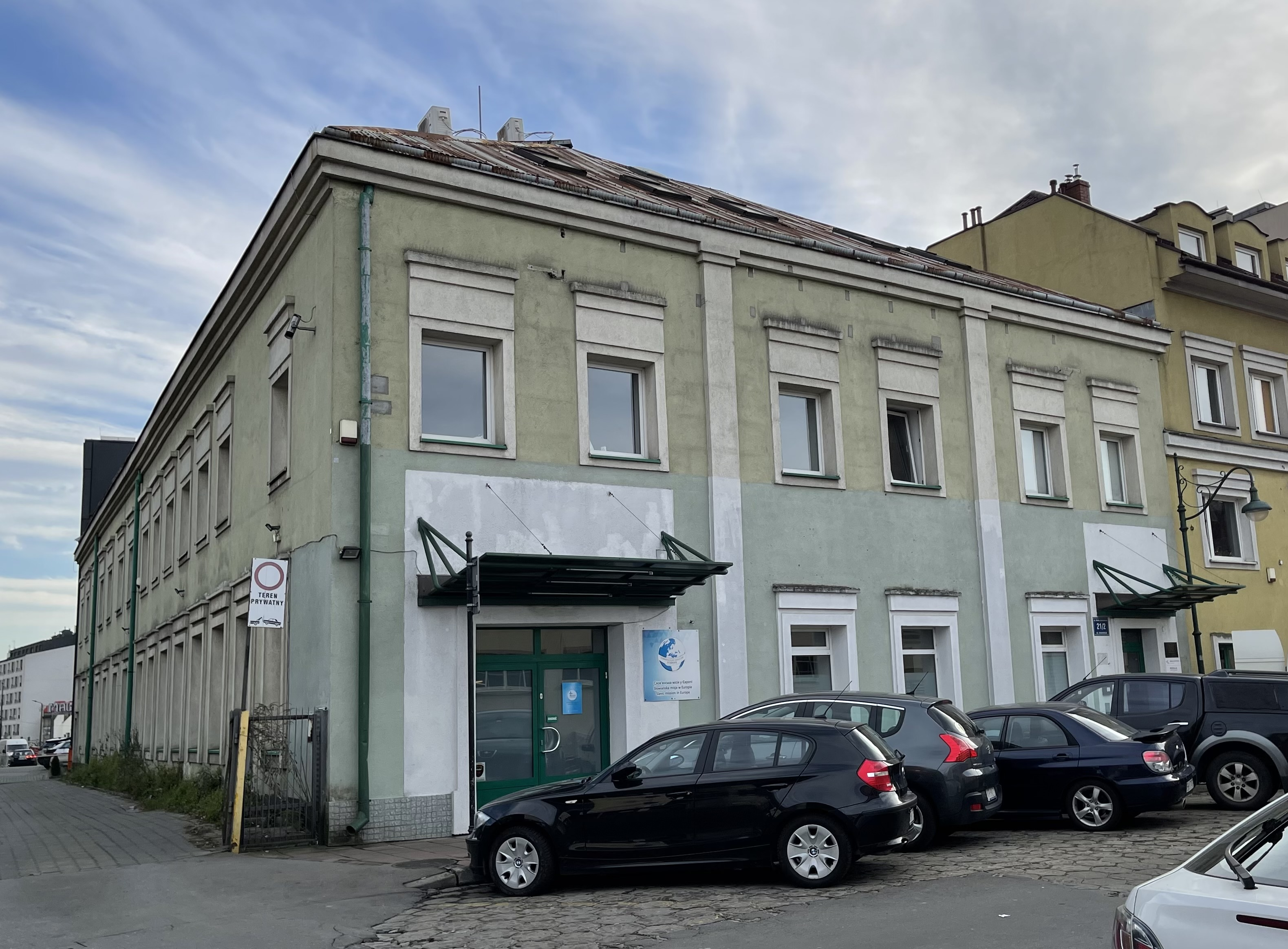
Kościół Chrześcijański „Nowa Nadzieja” w Krakowie (Kościół Boży)

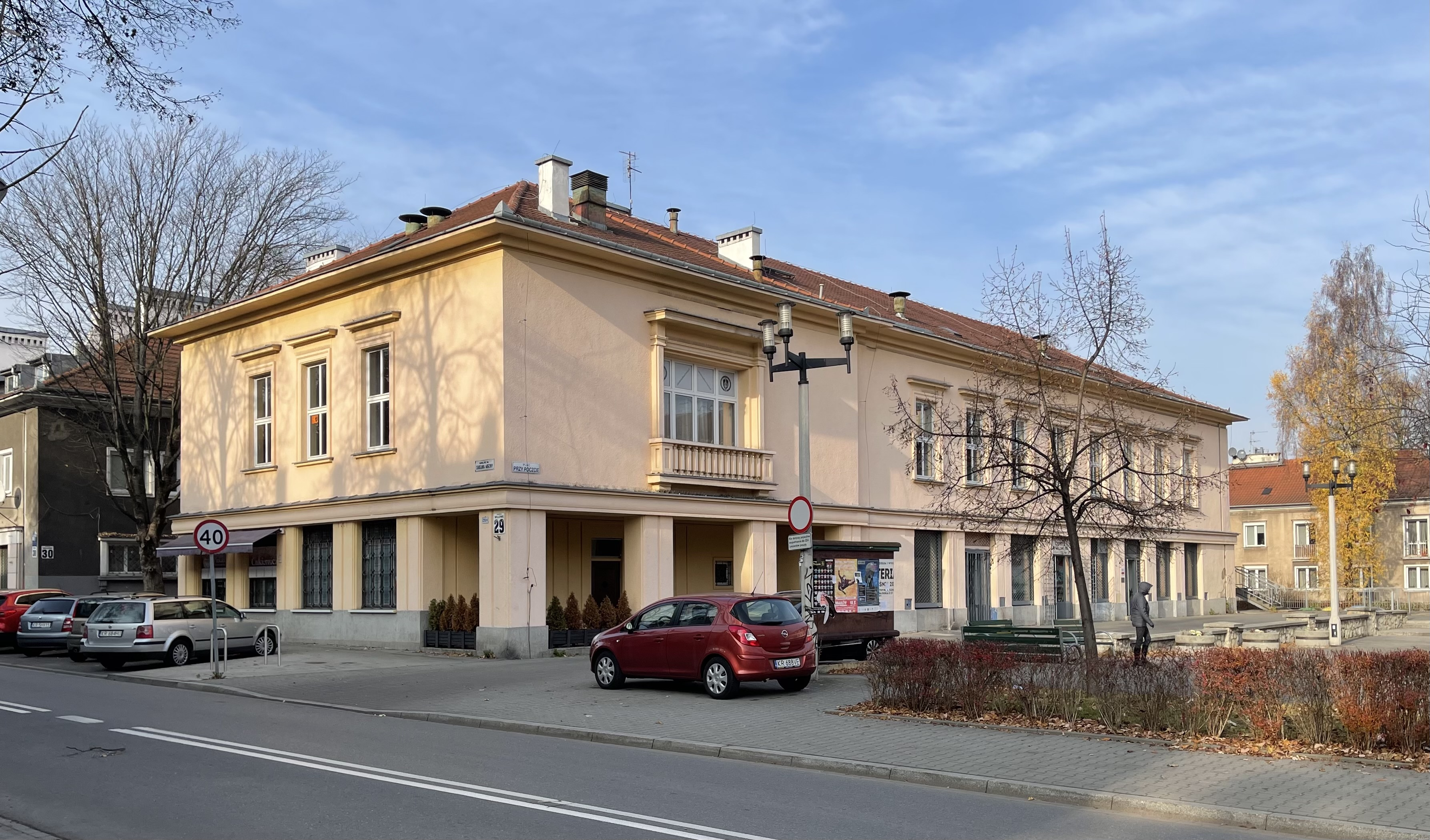
Kościół Zielonoświątkowy w Nowej Hucie

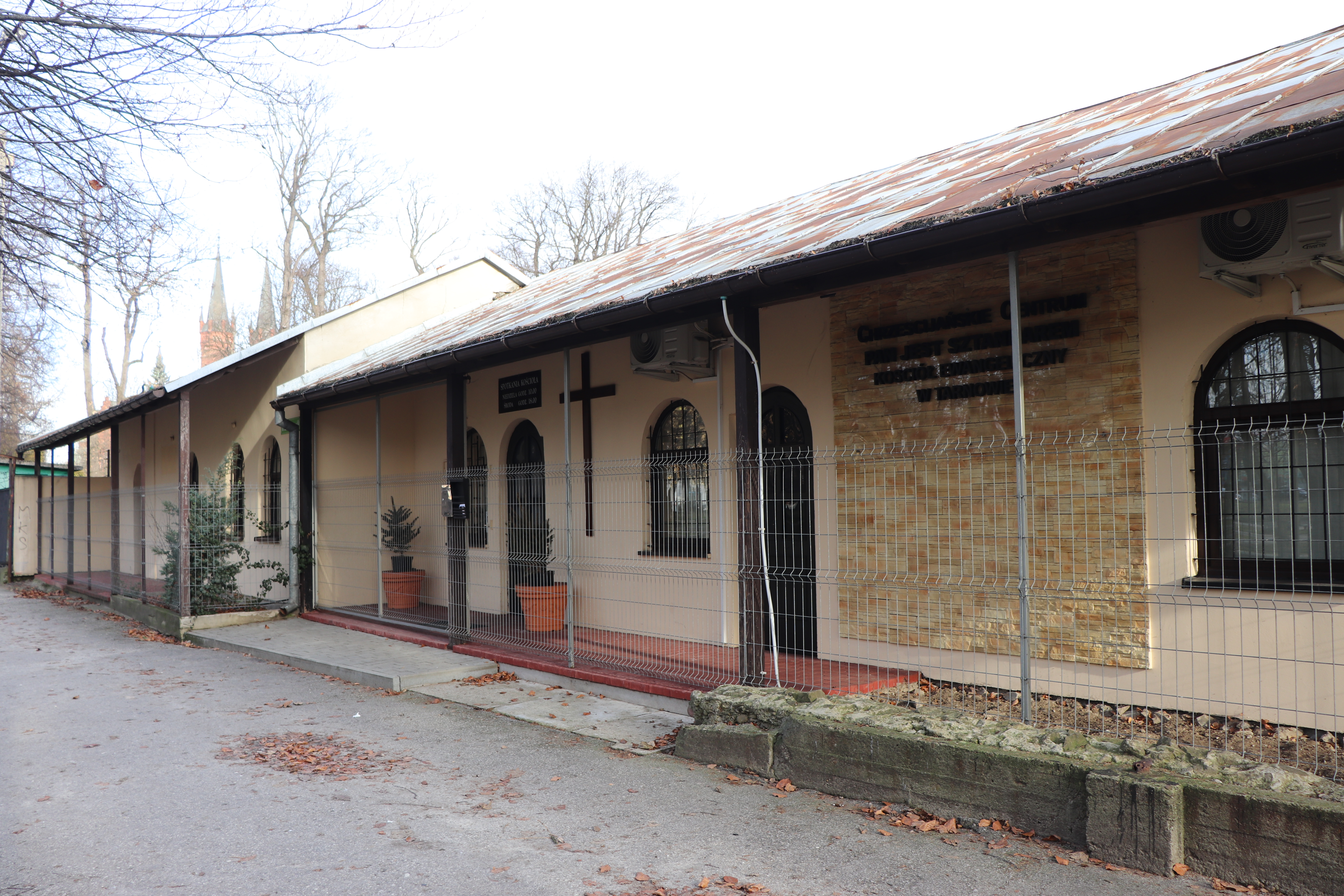
Chrześcijańskie Centrum „Pan jest Sztandarem” – Kościół w Tarnowie

### Adwentyzm
- Kościół Adwentystów Dnia Siódmego w RP
  - Diecezja południowa Kościoła Adwentystów Dnia Siódmego w RP[19]:
    - okręg południowy, zbory: Andrychów[20][21]
    - okręg wschodni, zbory: Balin, Gorlice, Kalwaria Zebrzydowska, Kraków, Nowa Huta, Leksandrowa, Lgota, Nowy Sącz, Oświęcim, Tarnów, Zakopane[20][22]

### Anglikanizm
- Kościół Anglikański w Polsce – Wspólnota Anglikańska w Krakowie[23]

### Baptyzm
- Kościół Baptystyczny „Betel“ – zbór: Kraków[24]
- Kościół Chrześcijan Baptystów
  - okręg południowy, zbory: Kraków (I Zbór, II Zbór, III Zbór, IV Zbór „Biblia i misja“), Krynica-Zdrój, Rabka-Zdrój, Tarnów[25]; (placówki: Bochnia[26], Wieliczka[27]).
  - okręg śląski: zbór w Chrzanowie[25]

### Bracia plymuccy
- Kościół Wolnych Chrześcijan w RP – zbory: Balin, Bukowno, Brzeszcze, Chrzanów, Oświęcim, Tarnów[28]

### Kościoły ewangelickie
- Kościół Ewangelicko-Augsburski:
  - Diecezja katowicka (część) – parafie: Kraków (filiał – Wieliczka); Nowy Sącz[29]
- Kościół Ewangelicko-Prezbiteriański w Polsce – Parafia Ewangelicko-Prezbiteriańska Chrystusa Zbawiciela w Krakowie[30].
- Kościół Ewangelicko-Reformowany – diaspora w Krakowie[31]

### Metodyzm
- Kościół Ewangelicko-Metodystyczny – parafie: Kraków, Tarnów[32]
- Ewangeliczny Kościół Metodystyczny w RP – parafia: Kraków[33]

### Pentekostalizm
- Chrześcijańska Wspólnota Zielonoświątkowa – zbory: Trzebinia[34], Świebodzin[35], Wysowa-Zdrój[36][37]
- Ewangeliczna Wspólnota Zielonoświątkowa – zbór: Gorlice[38]
- Kościół Boży w Chrystusie – kościoły: Kraków (Kościół „Chrystus Królem” w Krakowie, Kościół „Wspólnota Odkupionych Chrześcijan”, Iris Global Kraków), Lubasz (placówka), Zakopane[39][40]
- Kościół Boży w Polsce – kościoły: Kraków (Chrześcijańska Wspólnota Bezdomnych „Dom Łazarza”, Kościół Boży „Dom Miłosierdzia”, Kościół „Słowo Życia” Foursquare, Kościół Boży „Syloe”, Kościół Chrześcijański „Nowa Nadzieja”, Kościół Jezusa Chrystusa w Krakowie, Kościół Boży „Łaska Chrystusa”, Kościół „Kierunek Jezus”, Międzynarodowy Kościół Nazarejczyka); Nowy Targ (Kościół „Drzewo życia” Foursquare), Tarnów (Kościół Boży „Nadzieja”, Kościół Jezusa Chrystusa „Kairos”), Zakopane (Kościół Jezusa Chrystusa)[41]
- Kościół Chrześcijan Pełnej Ewangelii Obóz Boży – Kościół Bożego Królestwa w Krakowie[42][43]
- Kościół Chrześcijan Wiary Ewangelicznej w RP – zbory: Kraków (zbór „Nowe Przymierze”), Tarnów (zbór „Źródło”)[44]
- Kościół Zielonoświątkowy w RP: 
  - Okręg południowy Kościoła Zielonoświątkowego w RP:
    - Dekanat krakowski: Andrychów, Chrzanów (zbór „Jordan”), Gorlice (zbór „Syloe”), Kraków (zbór „Betlejem”, zbór Kraków-Nowa Huta, zbór „Kościół Dla Miasta Krakowa”), Krynica (zbór „Zdrój Wody Żywej”), Krzeszowice (zbór „Słowo Życia”), Nowy Sącz, Nowy Targ (zbór „Elim”), Skawina (zbór „Syloe”), Tarnów (zbór „Drzewo Życia”)[45]
    - Dekanat katowicki: Klucze (zbór „Samarytanin”), Olkusz (zbór „Arka”)[45]
    - Dekanat bielski: Oświęcim (zbór „Salem”)[45]

### Inne kościoły protestanckie
- Chrześcijańska Wspólnota Ewangeliczna – placówki: Chrzanów, Gierałtowiczki, Krośnica[46]
- Chrześcijańskie Centrum „Pan jest Sztandarem” – Kościół w Tarnowie[47]
- Ewangeliczny Kościół Chrześcijański – parafia: Kraków[48]
- Kościół Chrześcijan Dnia Sobotniego – zbór: Andrychów[49]
- Kościół Chrześcijański w Krakowie[50]
- Kościół Ewangeliczny „Misja Łaski” – zbór: Kraków[51]
- Kościół Ewangelicznych Chrześcijan w RP – zbór: Chrzanów[52]
- Mesjańskie Zbory Boże (Dnia Siódmego) – punkt misyjny w Krakowie[53]
- Kościół Chrześcijański „Dobra Nowina” w Krakowie[54]
- Wspólnota Biblijnych Chrześcijan „Sól Ziemi” w Bochni

## Restoracjonizm
- Świadkowie Jehowy

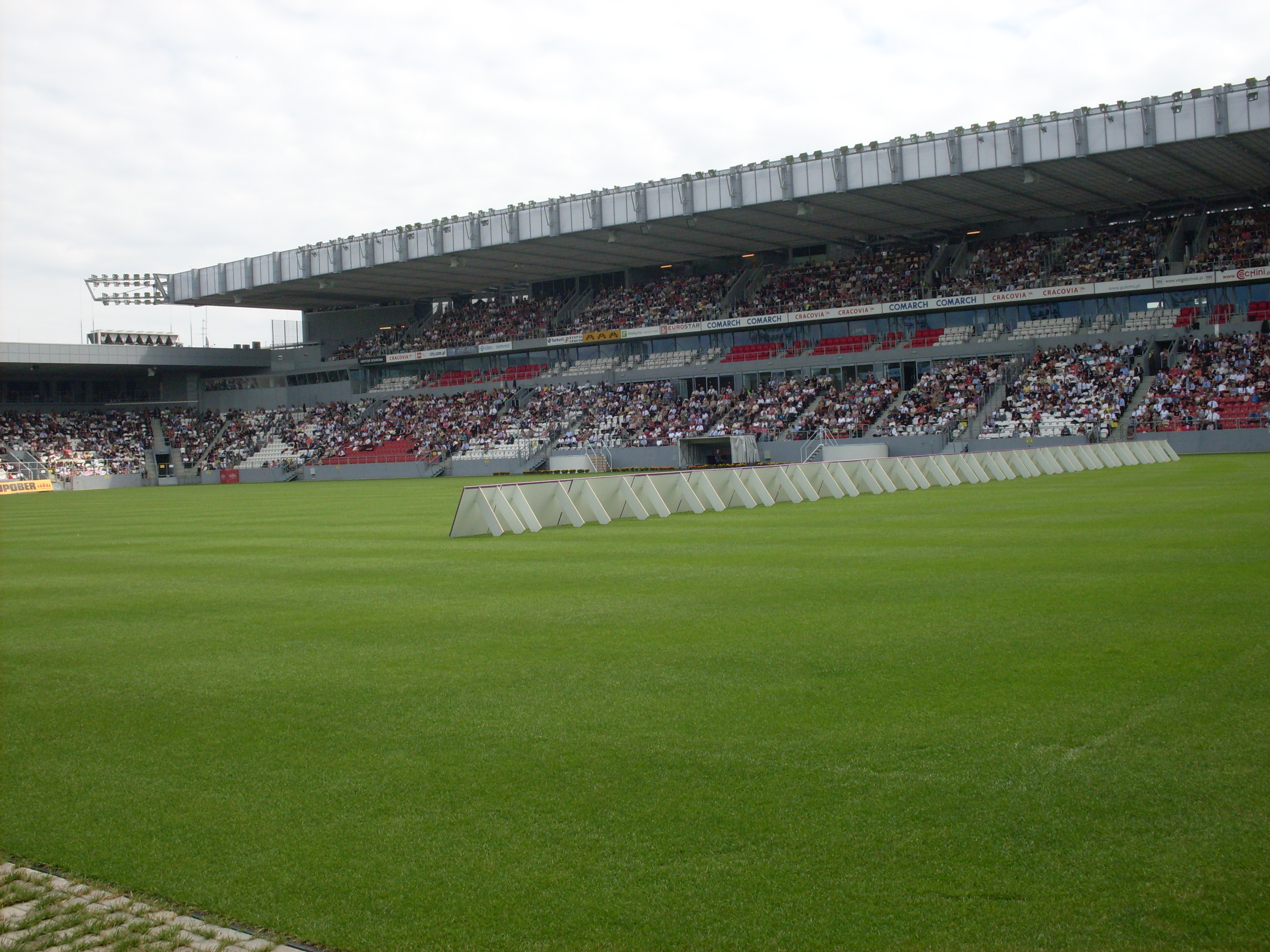
Kongres okręgowy ph. „Niech przyjdzie Królestwo Boże!” na stadionie Cracovii w 2011 roku

Na terenie województwa działa 7245 głosicieli (stan w 2011). W październiku 2024 na terenie województwa znajdowały się miejsca zebrań 74 zborów (w tym zbór anglojęzyczny, zbór hiszpańskojęzyczny, zbór i grupa języka migowego, dwa zbory rosyjskojęzyczne, dwa zbory ukraińskojęzyczny). Zbory korzystają z 42 Sal Królestwa (w tym 3 kompleksy Sal).
- - 73 zbory: Andrychów, Biecz, Bochnia (2), Bolesław, Brzeszcze, Bukowno (2), Chrzanów (2), Dobczyce, Gorlice, Igołomia, Kęty, Klucze, Kraków (25, w tym zbór języka migowego, zbór angielskojęzyczny, zbór hiszpańskojęzyczny, dwa zbory rosyjskojęzyczne, dwa zbory ukraińskojęzyczny), Krościenko, Krynica, Limanowa, Krzeszowice (2), Kunkowa, Libiąż, Miechów (2), Myślenice, Niepołomice, Nowy Sącz (2, w tym grupa języka migowego), Nowy Targ, Olkusz (2), Ostrężnica, Oświęcim (2), Rabka, Skawina (2), Sucha Beskidzka, Tarnów (2, w tym grupa języka migowego), Trzebinia (2), Tuchów, Wadowice (2), Wieliczka (2), Wolbrom, Zakopane[56].
- Świecki Ruch Misyjny „Epifania”
  - 4 zbory: Cegielnia, Kraków, Oświęcim, Tarnów[58].
- Zrzeszenie Wolnych Badaczy Pisma Świętego
  - 5 zborów: Andrychów, Kraków, Niepołomice, Tarnów, Trzebinia.
- Kościół Jezusa Chrystusa Świętych w Dniach Ostatnich
  - 1 zbór w Krakowie.

## Judaizm
- Beit Kraków[59]

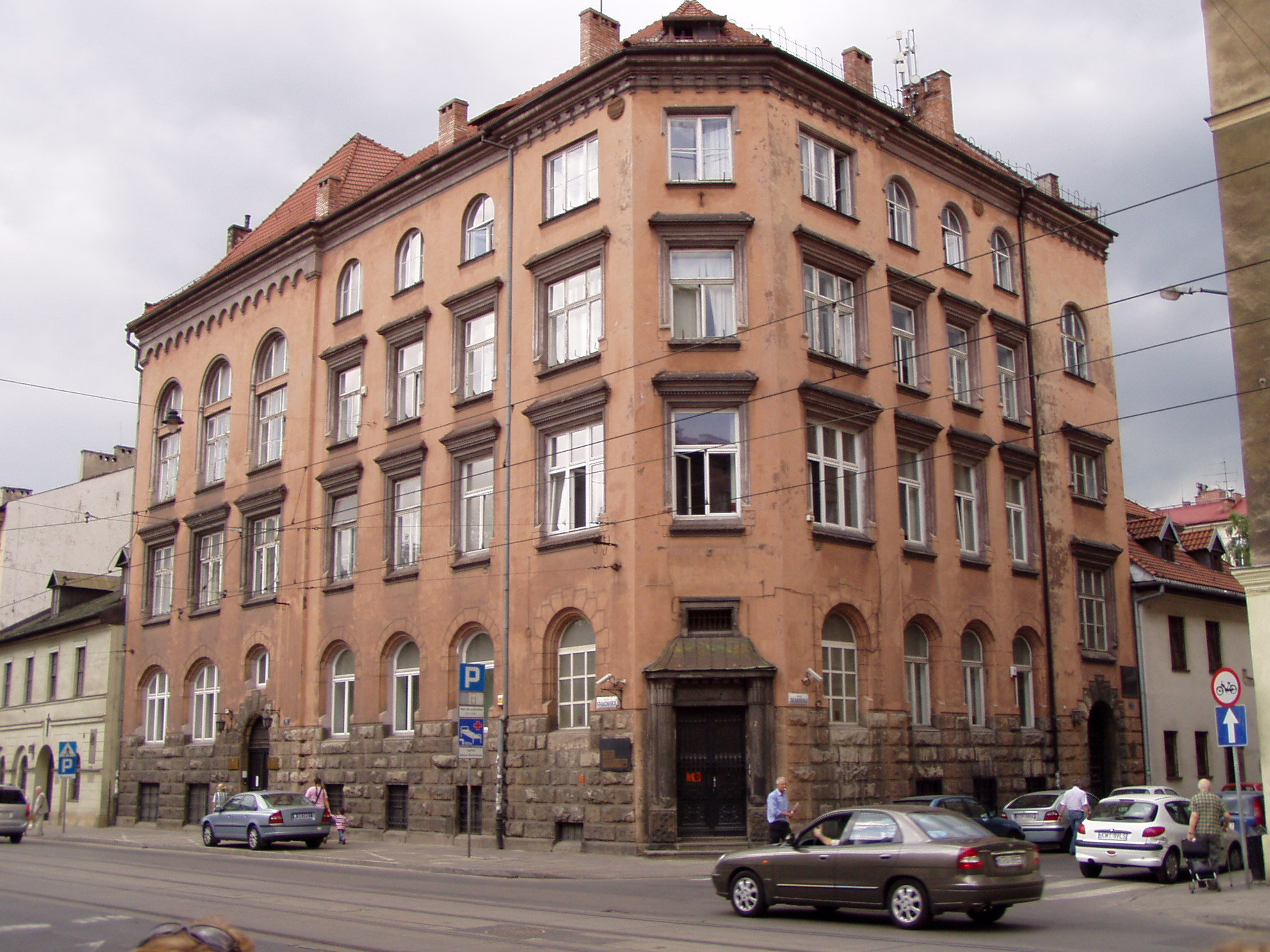
Gmach Zarządu Gminy Wyznaniowej Żydowskiej w Krakowie

- Chabad-Lubawicz – Chabad–Lubawicz Kraków[60]
- Światowa Unia dla Judaizmu Postępowego – Or Hadasz – Stowarzyszenie Żydów Postępowych w Krakowie[61]
- Związek Gmin Wyznaniowych Żydowskich w Rzeczypospolitej Polskiej – Gmina Wyznaniowa Żydowska w Krakowie[62]

## Islam
- Liga Muzułmańska w RP – Centrum Muzułmańskie w Krakowie[63]

## Buddyzm
- Misja Buddyjska „Trzy Schronienia” w Polsce – ul. Stradomska 17/4[64]
- Szkoła Zen Kwan Um w Polsce – ośrodek, ul. Stradomska 17/4[65]
- Związek Buddyjski Bencien Karma Kamtsang – ośrodek, ul. Dietla 5/1[66]
- Instytut Wiedzy o Tożsamości „Misja Czaitanii” – ul. Biskupia 10/2[67][68]
- Sanga Zen uczniów Mistrza Kaisena – ośrodek, ul. Królewska 15/8[69][70]
- Wspólnota Buddyjska Triratna, ośrodek Sangholoka[71], ul. Augustiańska 4/1[72][73]
- Buddyjski Związek Diamentowej Drogi Linii Karma Kagyu – ośrodek, ul. Stattlera 5[74]
- Stowarzyszenie Buddyjskie Sangha „Kandzeon” – Praktyka w Krakowie[75]
- Buddyjski Związek Diamentowej Drogi Linii Karma Kagyu – ośrodek: Kraków; grupa medytacyjna: Zakopane; ośrodek odosobnieniowy: Ropki[76]

## Inne
- Wiara Baha’i w Polsce – lokalne zgromadzenie w Krakowie[77][78][79]
- Kościół Jezusa Chrystusa Świętych w Dniach Ostatnich – Gmina Kraków[80]
- Lectorium Rosicrucianum – Centrum Krakowskie[81]
- Wspólnota Chrześcijan – siedziba w Krakowie[82][83]
- Zakon Braci Zjednoczenia Energetycznego – siedziba w Krakowie[84][85]